# Adelaide Raiders
Adelaide Raiders is de afkorting voor het Australische voetbalteam Adelaide Raiders Croatia SC. De club speelt in de South Australian Super League.
Deze ploeg werd in 1952 opgericht door een groep Kroaten die hun geboorteland meer populariteit en naamsbekendheid in Australië wilden geven. De eerste wedstrijd van de ploeg werd in het jaar van oprichting gespeeld tegen een fabrieksteam van Philips. In 1958 lukte het de ploeg een plaats te krijgen in de tweede divisie. In het eerste jaar lukte het de ploeg net niet te promoveren, maar in 1959 werd het kampioenschap met groot machtsvertoon behaald. In de daaropvolgende jaren wist de ploeg wel de nodige prijzen te winnen, maar duurde het tot 1980 voor de ploeg eerste wist te worden in de eerste divisie. De afgelopen jaren wist de ploeg in 2002 nog het kampioenschap van de South Australian Premier League te veroveren en werd in 2005 nipt verloren van stadsgenoot Adelaide City Force met 2-1. Bovendien werd in 2003 voor het eerst in elf jaar de Federation Cup binnen gehaald.

## Prijzen

### Tweede Divisie
1959

### Eerste Divisie
1980, 1984, 1988

### Premier League
1997, 2002

### Federation Cup
1960, 1962, 1977, 1988, 1990, 1991, 1992, 2003

## Selectie 2005/06
- 1. Anthony Ivanov - keeper
- 2. Dalibor Barisic - verdediger
- 3. Daniel Merechella - verdediger
- 4. Micheal Cartwright - verdediger
- 5. Scott Morrison - verdediger
- 7. Lachlan Campbell - middenvelder
- 8. Bill Karapetis - middenvelder
- 9. Sean Widera - aanvaller
- 10.Sam Barbaro - aanvaller
- 11.Tomislav Zilic - verdediger
- 12.George Kalagerias - verdediger
- 14.Evan Metanomski - verdediger
- 15.Richard Alagich - middenvelder
- 16.Ivano Paris - verdediger
- 17.Justin Bralic - middenvelder
- 18.Rober Matosevic - keeper
- 19.Mimi Saric - aanvaller
- 20.Enrico Cerracchio - middenvelder
- 21.Steven Kidd - middenvelder
- 22.Jose Rodriguez - verdediger
- 23.Rober Saraceno - aanvaller
- 24.Jason Trimboli - aanvaller